# ХК Пантерн
ХК Пантерн (швед. IK Pantern) професионални је шведски клуб хокеја на леду из града Малмеа. Тренутно се такмичи у HockeyAllsvenskan лиги, другом рангу професионалног клупског такмичења у Шведској. 
Утакмице на домаћем терену клуб игра на леду ЛД Малме капацитета 5.800 места. Боје клуба су црна, бела и жута.
Клуб је основан 1959. године и никада није играо у најјачој лиги Шведске.